# Пацали
Паца́ли — село в Україні, у Чорнухинській селищній громаді Лубенського району Полтавської області. Населення становить 28 осіб. До 2018 орган місцевого самоврядування — Постав-Муківська сільська рада.

## Географія

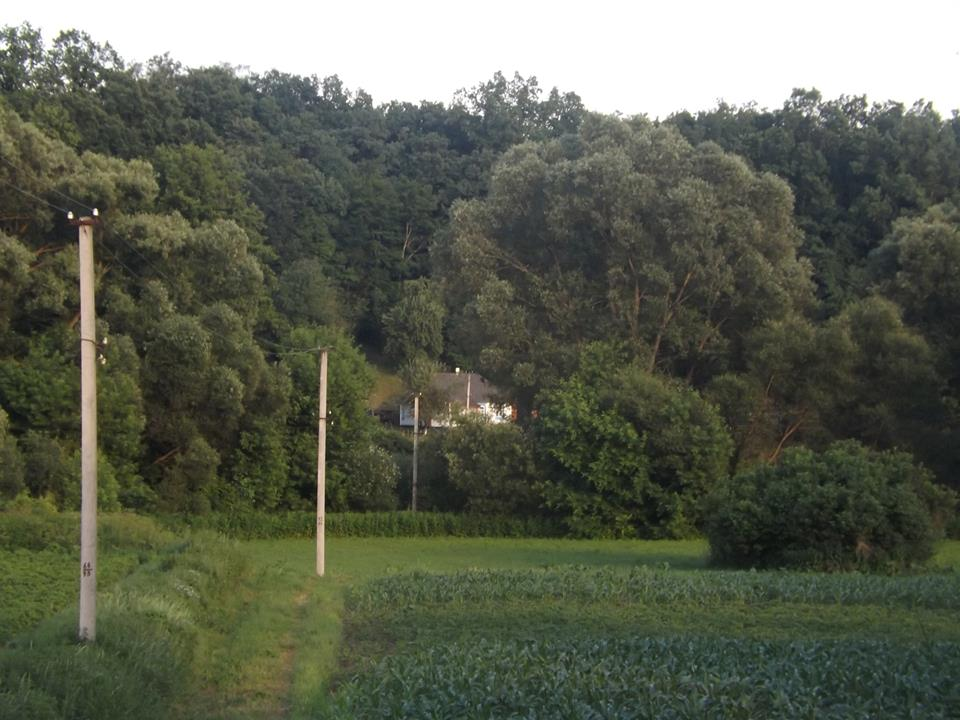
Будинок у селі Пацали

Село Пацали розташоване на річці Човнова, на відстані 0,5 км від села Галяве і за 2 км від села Сухоносівка По селу протікає пересихаючий струмок з загатою. Поруч проходить автомобільна дорога Р60.

## Історія
На початку XVIII ст. землі, де нині розташоване село Пацали, належали священику сухоносівської церкви св. Параскеви Якиму Федоровичу. Також священик володів млином і ставком на річці Човнова. У 1711 р. от. Яким зайняв у намісника Свято-Троїцького Красногірського Чорнухинського монастиря Григорія 100 кіп грошей під заставу земель на річці Човнова. Щоби віддати борг монастирю, от. Яким перезайняв гроші у священика із села Мокіївка Андрія Димитрієвича. Однак повернути борг тепер уже отцю Андрію сухоносівський священик не зміг і втратив право власності на землі по річці Човнова. От. Андрій, недовго думаючи, продав землі Красногірському монастирю за 450 злотих. Очевидно, що, отримавши значні земельні володіння, монахи вирішили поселити там селян, які б працювали на млині та обробляли землю. Найімовірніше, однією з перших родин, що поселилися у майбутніх Пацалах, була сім'я мельника (мірошника). У 1764 році в документах уже згадується хутір Човновий, де було три двори. У 1786 р. монастир закрили, а хутір залишився. Станом на 1800 рік на хуторі проживало близько 30-40 осіб. Відомо, що напередодні 1917 р. на хуторі було три вітряки, а частина місцевих жителів займалася виготовленням саней і дерев'яних борін, а також коліс до возів. Протягом 1800—1920-х відбулося значне збільшення чисельності жителів Човнового. Проте після Голодомору 32-33 років і ІІ Світової війни (на фронті загинуло 33 уродженці хутора) місцеве населення почало скорочуватися. Цікаво, що станом на 1927 р. поблизу Човнового був іще один хутір — Кадянівщина. У 1930-х його приєднали до Човнового і зараз одна з частин села має назву «Кадянівщина».

## Населення

### Мова
Розподіл населення за рідною мовою за даними :
| Мова       | Кількість | Відсоток |
| ---------- | --------- | -------- |
| українська | 88        | 97.78%   |
| російська  | 2         | 2.22%    |
| Усього     | 90        | 100%     |

## Сучасність
Нині Пацали належать до Постав-Муківської сільської ради. Станом на 2016 рік у селі лишилось 28 жителів. На 14 серпня 2016 року найстаршому жителю села було 88 років, наймолодшому — 15. Населення Пацал переважно займається сільським господарством.
Магазин у селі не працює. У село кілька разів на тиждень приїжджає автокрамниця.